# Korshinskia tianschanica
Korshinskia tianschanica är en växtart i släktet Korshinskia och familjen flockblommiga växter.
Arten är en perenn ört som förekommer i Kazakstan. Den beskrevs först som Kamelinia tianschanica av Furkat Chasanov och Ivan Maltsev 1992, och fick sitt nu gällande namn av Michail Pimenov 2020.